# Pierre-Longue (Iffendic)
Pour les articles homonymes, voir Pierre Longue.
La Pierre-Longue est un menhir situé à Iffendic dans le département français d'Ille-et-Vilaine.

## Description
C'est un bloc de quartzite, de couleur violet, la roche locale, et de forme parallélépipédique. Il mesure 4,12 m de haut pour une largeur à la base de 2,45 m et une épaisseur de 0,80 à 0,98 m. Il est incliné de 84° vers l'ouest.